# Gail Chanfreau
Gail Chanfreau (também Gail Sherriff, quando solteira, ou Gail Lovera Benedetti e Gail Lovera, quando casada, 3 de Abril de 1945) é uma ex-tenista profissional franco-australiana.

## Grand Slam finais

### Duplas: 6 (4–2)
Vitórias (4)
| Ano  | Campeonato    | Parceira           | Oponentes                           | Placar        |
| 1967 | Roland Garros | Françoise Dürr     | Annette Van Zyl · Pat Walkden       | 6–2, 6–2      |
| 1970 | Roland Garros | Françoise Dürr     | Rosemary Casals Billie Jean King    | 6–1, 3–6, 6–3 |
| 1971 | Roland Garros | Françoise Dürr     | Helen Gourlay Kerry Harris          | 6–4, 6–1      |
| 1976 | Roland Garros | Fiorella Bonicelli | Kathy Harter Helga Niessen Masthoff | 6–4, 1–6, 6–3 |

Vice-Campeonatos (2)
| Ano  | Campeonato    | Parceira           | Oponentes                     | Placar        |
| 1974 | Roland Garros | Katja Burgemeister | Chris Evert Olga Morozova     | 6–4, 2–6, 6–1 |
| 1978 | Roland Garros | Lesley Turner      | Mima Jaušovec Virginia Ruzici | 5–7, 6–4, 8–6 |